# Konstantin III. (Schottland)

Gemälde König Konstantins III. aus dem 17. Jahrhundert (auf dem Bild fälschlicherweise der IV.) – es gibt jedoch keinerlei Beweise für die Echtheit der Darstellung.

Konstantin III. (Causantín mac Cuilén; † 997) war schottischer König von 995 bis zu seinem Tod. Er war der Sohn von König Culen, Neffe dritten Grades seines Vorgängers Kenneth II. und Cousin vierten Grades seines Nachfolgers Kenneth III.
Wegen seiner kurzen Herrschaftszeit ist nur sehr wenig über Konstantins Leben bekannt. Man nimmt an, dass er geheiratet hat, doch über die genauen Umstände der Ehe ist nichts bekannt; Konstantin scheint allerdings kinderlos geblieben zu sein. Konstantin war der fünfte schottische König in Folge, der ermordet wurde.